# Nordalbhänge: Ottenwang-Ungerhalde-Sommerberg
Das Gebiet Nordalbhänge: Ottenwang-Ungerhalde-Sommerberg ist ein mit Verordnung vom 29. März 1983 des Regierungspräsidiums Stuttgart ausgewiesenes Naturschutzgebiet (NSG-Nummer 1.113) im Gebiet der Gemeinde Deggingen im baden-württembergischen Landkreis Göppingen.

## Lage
Das 95,0 Hektar (ha) große Naturschutzgebiet liegt nördlich von Deggingen. Es gehört zum Naturraum 94 Mittlere Kuppenalb der naturräumlichen Haupteinheit 09 – Schwäbische Alb und ist Teil des 5.430 Hektar großen FFH-Gebiets Nr. 7423342 Filsalb und des 39.597,3 Hektar großen Vogelschutzgebiets 7422441 Mittlere Schwäbische Alb.

## Schutzzweck
Wesentlicher Schutzzweck ist der Erhalt einer besonders vielgestalteten Lebensgemeinschaft, die Feuchtflächen mit Röhricht, Tuffbildungen, Kalkmagerrasen (Heide) mit Wacholdern, Steppenheidewald, Schluchtwald und vielgestaltige Felsbildungen mit jeweils entsprechend verschiedenen Tier- und Pflanzengesellschaften, teilweise sogar vom Aussterben bedrohter Arten, enthält.